# سوت‌زن چانه‌سیاه
سوت‌زن چانه‌سیاه (نام علمی: Pachycephala mentalis) گونه‌ای از پرندگان تیرهٔ سوت‌زنان (Pachycephalidae) است که بوم‌زادی هالماهرا و جزایر کوچک‌تر پیرامونی آن در شمال ملوک در اندونزی است.
سه زیرگونه شناخته شده است.